# Crustulina lugubris
Crustulina lugubris är en spindelart som beskrevs av Pater Chrysanthus 1975. Crustulina lugubris ingår i släktet Crustulina och familjen klotspindlar. Inga underarter finns listade i Catalogue of Life.